# Змеёвка (Жлобинский район)
Змеёвка (бел. Змяёўка) — деревня в Краснобережском сельсовете Жлобинского района Гомельской области Белоруссии.

## География

### Расположение
В 20 км на запад от Жлобина, 7 км от железнодорожной станции Красный Берег (на линии Бобруйск — Жлобин), 113 км от Гомеля.

## Гидрография
На юге и западе мелиоративные каналы.

## Транспортная сеть
Транспортные связи по просёлочной, а затем автомобильной дороге Бобруйск — Гомель. Планировка состоит из прямолинейной широтной улицы, к которой на западе присоединяется короткая прямолинейная улица. Застройка двусторонняя, деревянная, усадебного типа.

## История
По письменным источникам известна с XIX века как деревня в Степовской волости Бобруйского уезда Минской губернии. Согласно переписи 1897 года 2 одноимённые деревни; находились постоялый дом, хлебозапасный магазин, в наёмном доме работала школа.
В 1929 году организован колхоз «Красная Беларусь», работала кузница. 39 жителей погибли на фронтах Великой Отечественной войны. Согласно переписи 1959 года в составе колхоза имени М. И. Калинина (центр — деревня Радуша).

## Население

### Численность
- 2019 год — 13 хозяйств, 17 жителей.

### Динамика
- 1897 год — 49 дворов, 354 жителя (согласно переписи).
- 1925 год — 72 двора.
- 1959 год — 274 жителя (согласно переписи).
- 2004 год — 24 хозяйства, 49 жителей.
- 2019 год — 13 хозяйств, 17 жителей

## Известные уроженцы
1. Брикет Феликс Антонович (28.06.1928-1991),  Заслуженный механизатор сельского хозяйства БССР, в 2003 году его именем названа улица во Фрунзенском районе Минска